# 拉夫里尼亚斯
拉夫里尼亚斯是巴西圣保罗州的一个市镇。总面积166.86平方公里，总人口8018人，人口密度48.1人/平方公里。